# Богданова, Александра Андреевна
Александра Андреевна Богданова (1903, Великая Березка, Черниговская губерния — неизвестно) — украинская советская деятельница, председатель Днепропетровского областного суда. Депутат Верховного Совета УССР 2-4-го созывов.

## Биография
Родилась в 1903 году селе Великая Березка (ныне — в Середино-Будском районе Сумской области) в семье кузнеца Великоберёзковского сахарного завода. В девять лет стала сиротой: умер отец. Проживала в селе Пигаревке на Черниговщине. Затем вместе с матерью переселилась в село Воронцовку Тифлисской губернии, где работала в наймах на табачной плантации. В 1916 году вернулась на Сумщину, работала в сельском хозяйстве.
В 1924 году вступила в комсомол.
Работала заведующим сельской избы-читальни, секретарем комитета бедноты, секретарем сельской комсомольской ячейки, работницей завода, женским организатором цеха. Училась в Черниговской двухгодичной партийной школе.
Член ВКП(б) с 1927 года.
После окончания партшколы работала районным женским организатором. С сентября 1929 года — народный судья города Глухова на Сумщине.
Образование высшее. В 1937—1939 годах — слушатель Всесоюзной юридической академии в Москве.
В 1940—1941 годах — председатель Днепропетровского областного суда. Во время немецко-советской войны была эвакуирована в восточные районы СССР. В 1941—1943 годах работала в областном суде Челябинской области РСФСР.
В октябре 1943—1958 гг. — председатель Днепропетровского областного суда.

## Награды
- орден Трудового Красного Знамени (23.01.1948)
- Орден «Знак Почёта»
- медали